# Manbu
Manbu (nep. मनबु) – gaun wikas samiti w zachodniej części Nepalu w strefie Gandaki w dystrykcie Gorkha. Według nepalskiego spisu powszechnego z 2001 roku liczył on 1205 gospodarstw domowych i 6521 mieszkańców (3378 kobiet i 3143 mężczyzn).